# Mestre de Boucicaut
O Mestre de Boucicaut ou Mestre das Horas de Marshal Boucicaut foi um iluminador francês ou flamengo que viveu entre 1400 e 1430 em Paris. No começo do século XV, era o mais importante iluminador na região e um dos mais importantes artistas do Gótico internacional.
Toma seu nome a partir de um livro de horas ilustrado para Jean Le Maingre, Marechal de França, criado entre 1410 e 1415. Esta obra está hoje no Museu Jacquemart-André em Paris. O Mestre de Boucicaut era um contemporâneo dos Irmãos Limbourg. Também colaborou com o igualmente ativo Mestre de Bedford em Paris.
Para alguns estudiosos, o Mestre de Boucicat pode ter sido o pintor e escultor flamengo Jacques Coene.